# Eulinognathus alactaguli
Eulinognathus alactaguli är en insektsart som beskrevs av Blagoveshtchensky 1965. Eulinognathus alactaguli ingår i släktet Eulinognathus och familjen ledlöss. Inga underarter finns listade i Catalogue of Life.